# Raie à taches noires
Taeniura meyeni
Espèce
Synonymes
- Taeniura melanospilos Bleeker, 1853

Statut de conservation UICN

 VU A2ad+3d+4ad : Vulnérable

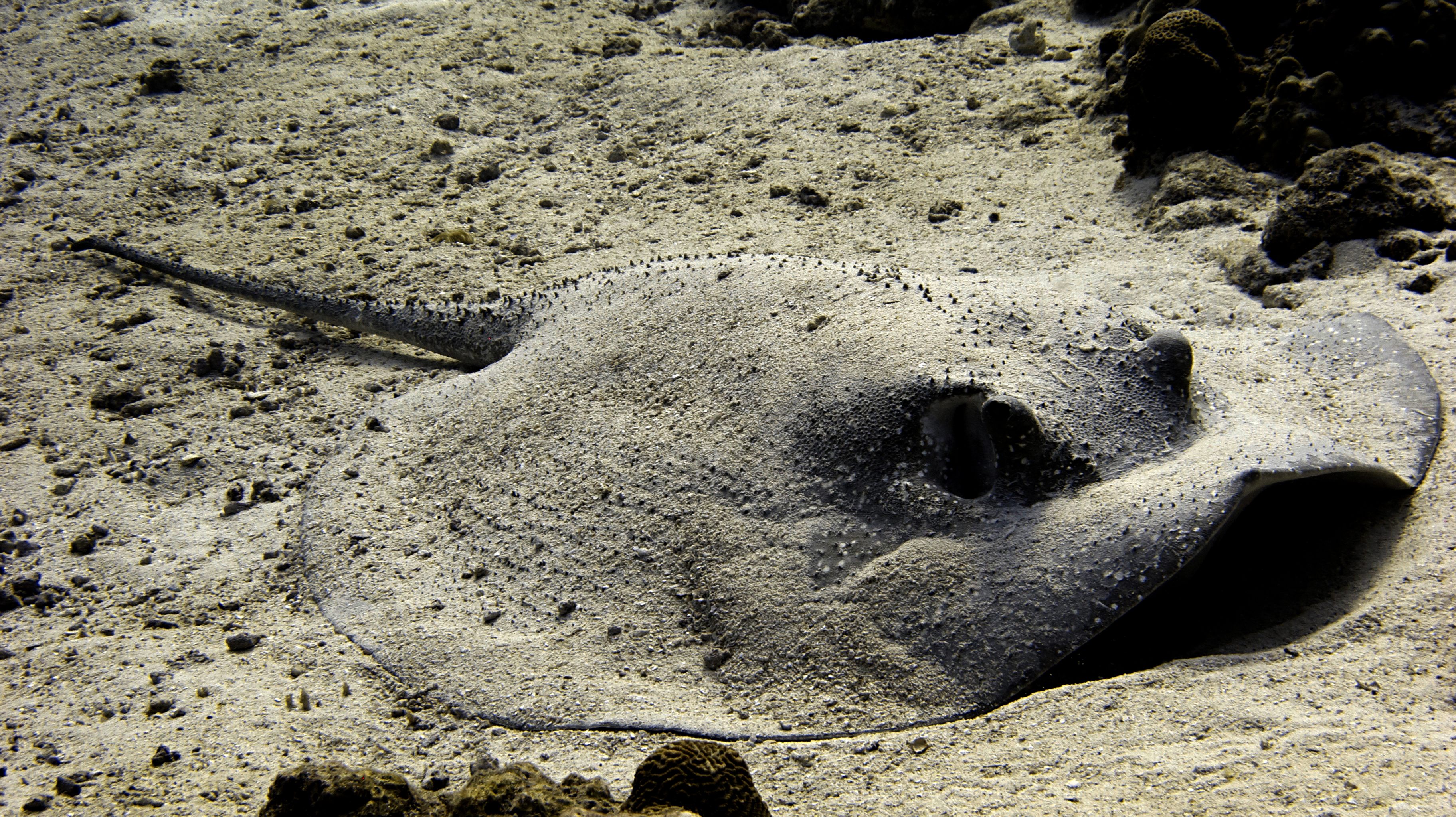
Une raie à taches noires dans le Lakshadweep, Inde.

La raie à taches noires (Taeniura meyeni) est une espèce de raies de la famille des Dasyatidae et du genre Taeniura. Elle se trouve dans les eaux côtières de l'Indo-Pacifique.

## Description
Elle mesure environ 1,8 m. Cette grande raie est caractérisée par un disque épais et arrondi et des nageoires pectorales couvertes par de petits tubercules sur son dos et une queue relativement courte portant un pli avec de profondes nageoires ventrales et une queue noire.

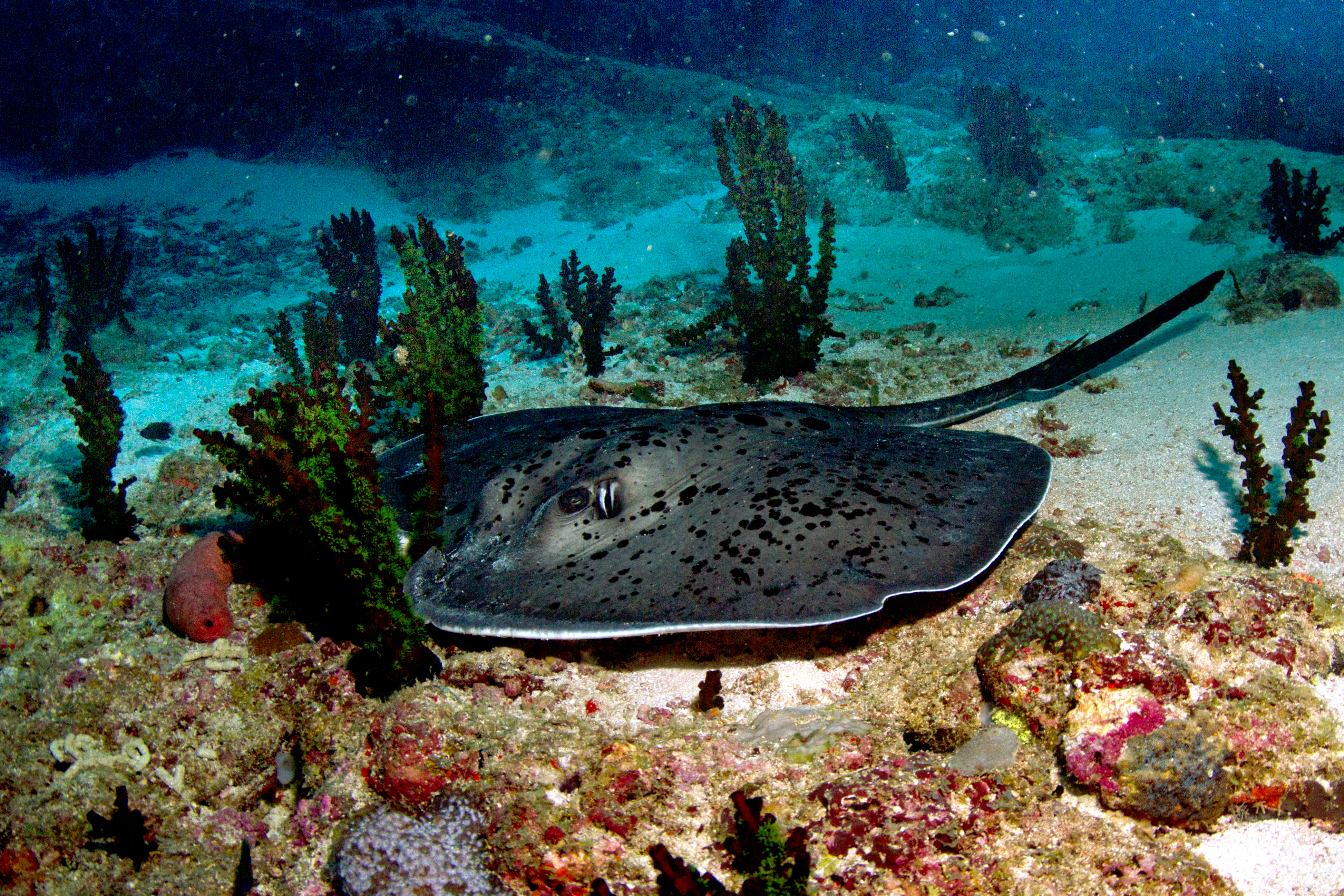
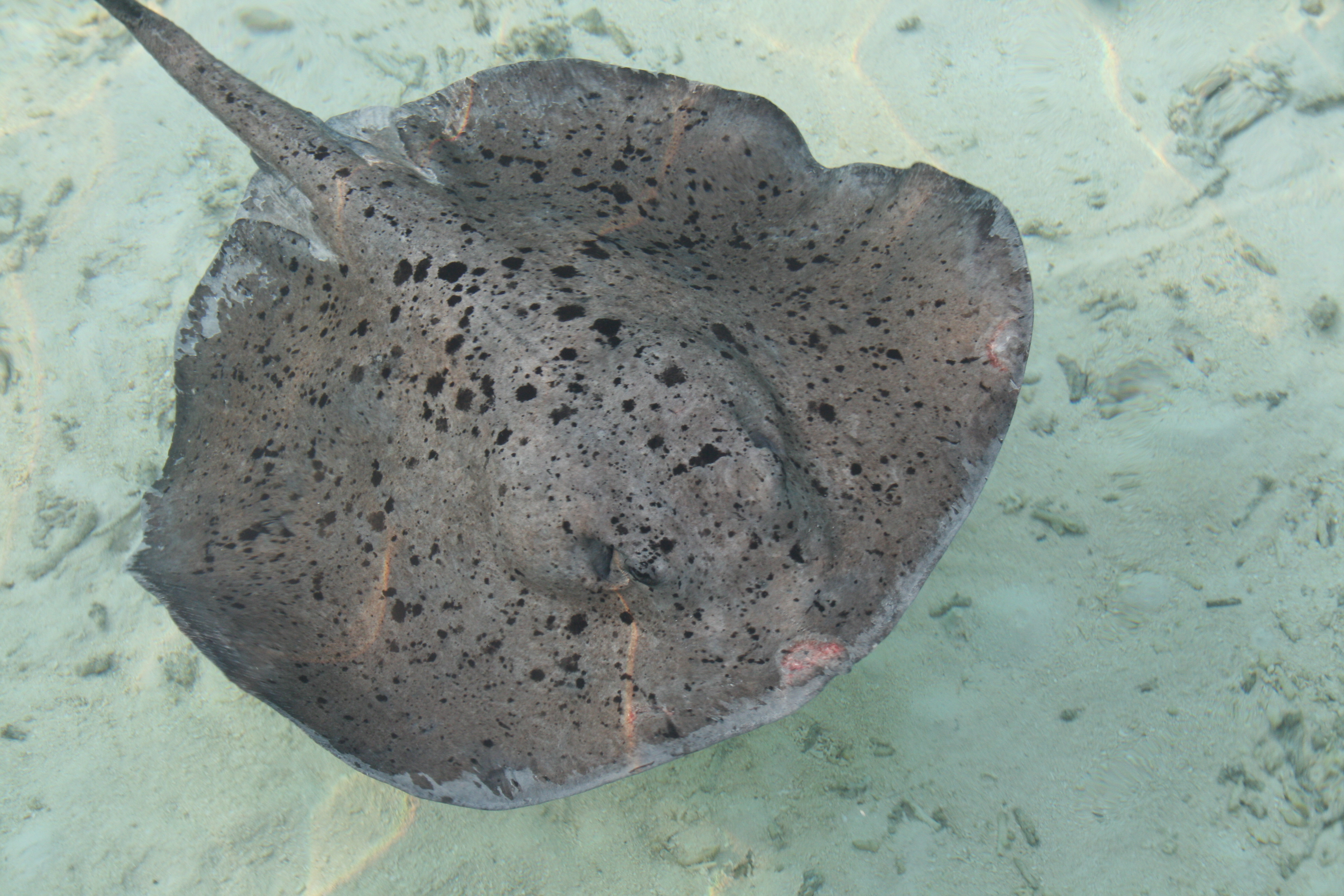
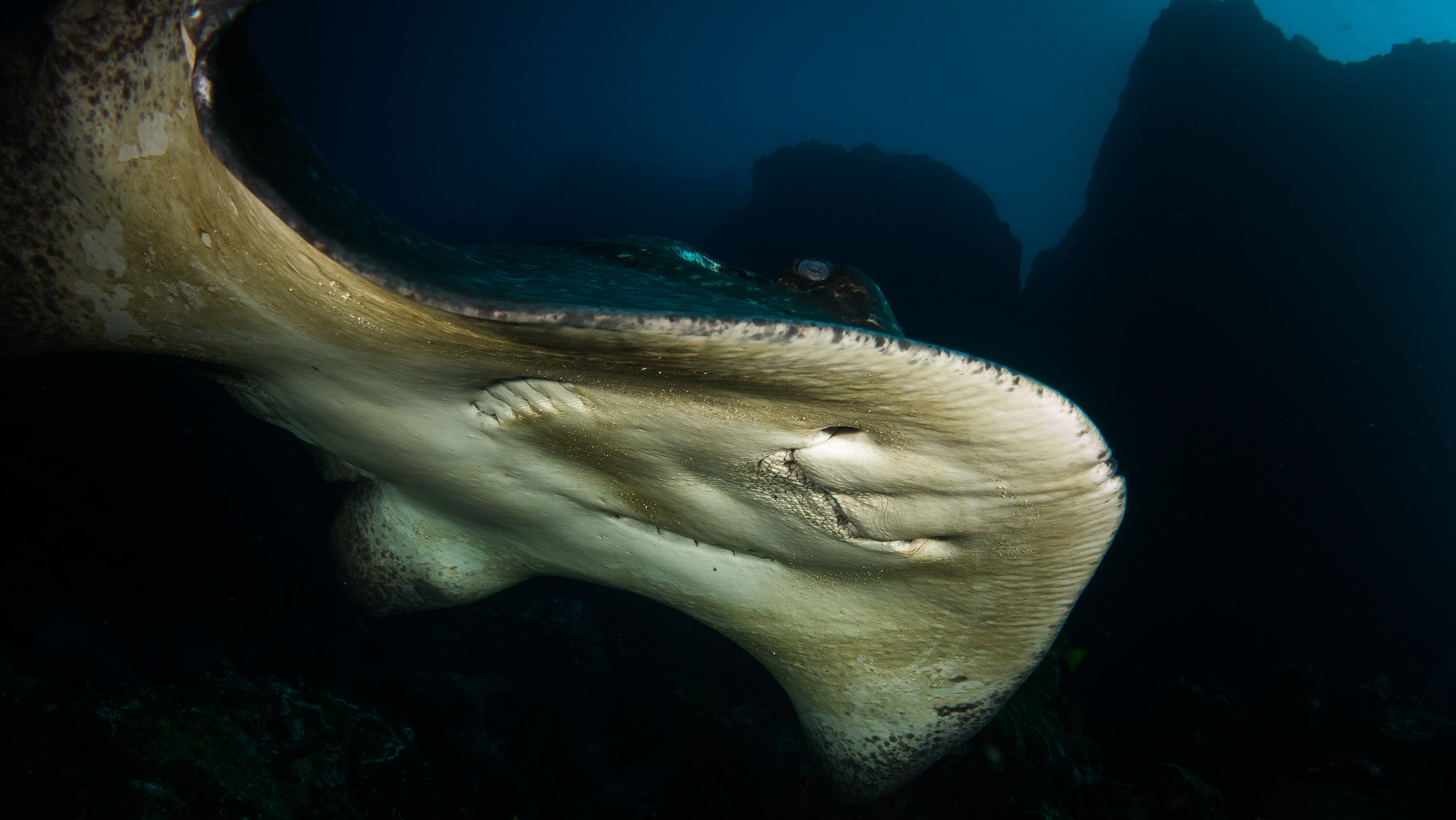
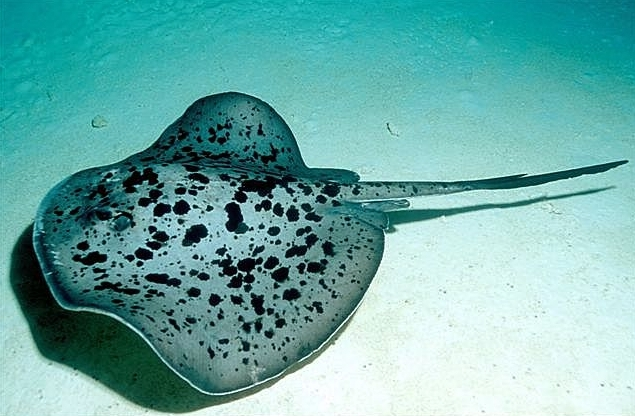

## Écologie et comportement

### Alimentation
La raie à taches noires  est un prédateur coriace de petits mollusques, de crustacés et de poissons osseux.

### Reproduction
C'est un poisson vivipare, avec des embryons se nourrissant du jaune d'œuf et puis de l'histotrophe (le "lait utérin") sécrété par la mère. Bien qu'elle ait une reproduction lente, sept petits peuvent naître à la fois.

### Vie
Généralement nocturne, cette raie peut être solitaire ou grégaire. Bien que non agressive, si on la provoque la raie à taches noires va se défendre avec les épines venimeuses de sa queue, ce qui a fait au moins un accident mortel. Elle est de plus menacée par la pêche commerciale.

## Habitat et répartition

### Répartition géographique

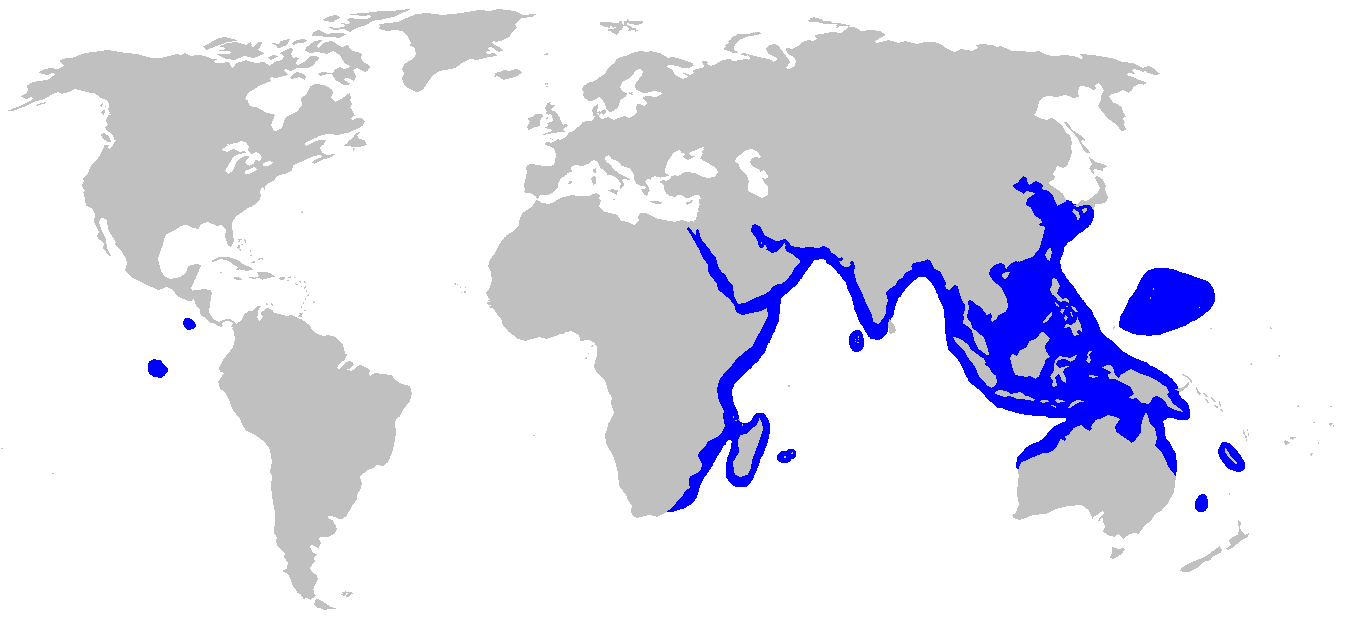
Répartition géographique de Taeniura meyeni.

La raie à taches noires vit dans de nombreuses zones géographiques. On peut la rencontrer :
- dans l'Indo-Pacifique
- dans la mer Rouge
- de l'Afrique de l'est au Sud du Japon
- en micronésie
- en Australie tropicale notamment autour de l'Île Lord Howe
- dans le Pacifique Est[2].

Elle est particulièrement commune aux Maldives. 

### Répartition bathymétrique
Elle habite de profondes lagunes, les estuaires et les récifs, vivant généralement à une profondeur de 20 à 60 m.